# 티루말라 데비
티루말라 데비 또는 티루말람바(1553년 사망)는 비자야나가라 제국의 가장 위대한 통치자로 여겨지는 크리슈나 데바 라야 황제의 정실 황후(파타 마히시)였다. 그녀는 또한 크리슈나 데바 라야 가장 존경받는 아내였으며, 어린 시절에 사망한 후계자 티루말라 황자의 어머니이기도 했다.
티루말라 데비는 아버지 비라파 고우다가 통치하던 비자야나가라 제국의 제후왕국인 스리랑가파타나의 왕녀로 태어났다.

## 생애
티루말라 데비는 스리랑가파타나를 통치한 비파 고우다 왕의 딸 중 한 명이었다. 크리슈나 데바 라야는 서기 1512년 반란을 일으킨 움마투르 족장을 물리친 후 비라파 고우다를 스리랑가파타나의 총독으로 임명했다. 티루말라 데비는 1498년 크리슈나 데바 라야와 결혼했을 가능성이 높으며, 1509년 그가 비자야나가라 제위에 오르면서 그의 정실 황후가 되었다. 티루말라 데비는 남편의 치세 내내 그와 함께 지냈으며, 지속적으로 동행했다. 또한 이 기간 동안 그녀는 정실 황후로서 지배적인 역할을 했으며, 칼링가 전쟁을 포함한 크리슈나데바라야의 군사 작전에 동행했다.
티루말라 데비는 시에 매우 관심이 많았다. 그녀는 자신의 보물을 가지고 있었고, 여성 하인들도 있었으며 완전한 독립을 이루었다. 그녀는 또한 훌륭한 신자이자 훌륭한 기부자였다. 크리슈나 데바 라야가 가장 총애했던 인물이었기 때문에 궁정에서 모든 권력과 특권을 누렸다.
유명한 텔루구어 시인이자 크리슈나데바라야 궁정의 아스타디가자 중 한 명인 난디 팀마나(일반적으로 무쿠 팀마나로 알려짐)는 티루말라 데비의 아버지가 사위에게 준 선물이었다. 무쿠 팀마나는 알라사니 페다나에 이어 황실 궁정의 두 번째 위대한 시인이었다. 그의 생애 작품인 파리자타파하라나(텔루구 문학에서 매우 높은 위치를 차지하고 있음)는 크리슈나 데바 라야에게 헌정되었으며, 크리슈나 데바 라야와 티루말라 데비 사이의 부부싸움을 해결하기 위해 작곡되었다.
티루말라 데비는 크리슈나 데바 라야의 가장 존경받는 아내였다. 티루말라데비 파타나 교외(현재 호스펫의 산나키 비라바드라 사원 주변)는 크리슈나 데바 라야 치세 동안 티루말라 데비를 기리기 위해 조성되었으며, 나가팔푸라는 크리슈나데바라야의 시어머니 나가라 데비의 이름을 따서 명명되었다.
매우 종교적인 여성인 티루말라 데비는 남인도의 여러 사원에 종교적이고 자선적인 기부를 한 것으로 유명하다. 1514년, 티루말라 데비는 티루말라의 벤카테스와라 사원에 값비싼 차크라파다캄을 선물하고 피라티쿨라투르 마을에 매일 다섯 번의 티루포나캄 제물을 바쳤다.
티루말라 데비는 크리슈나 데바 라야와의 사이에서 딸 하나와 아들 둘이라는 세 자녀를 낳았다. 딸 티루말라바는 아라비티 랑가의 아들 라마 라야와 결혼했으며, 결혼 후 알리야 라마 라야로 알려지게 되었다.
티루말라는 장남이자 후계자로 1518년에 태어났다. 크리슈나 데바 라야와 티루말라 데비는 티루말라의 출생을 기념하여 1518년 10월 16일 벤카테스와라 사원을 방문했다. 그러나 왕자는 젊은 나이에 사망했다. 그의 후계자의 죽음은 크리슈나 데바 라야를 크게 불안하게 만들었고, 그의 치세 마지막 5년은 다소 혼란스럽고 불행했으며, 이 기간 동안 그의 동생인 아츄타 데바 라야가 그의 이름으로 섭정을 행했다.
크리슈나 데바 라야의 말년에 티루말라 데비 사이에서 라마찬드라라고 하는 또 하나의 아들이 태어났다. 그는 18개월의 어린 나이에 사망했다.
크리슈나 데바 라야 사후 황태후가 된 티루말라 데비는 라마 라야를 '사위 섭정'으로 즉위시키자고 제안했다.